# Ишимбайский район
Ишимба́йский райо́н (баш. Ишембай районы) — административно-территориальная единица (район) и муниципальное образование (муниципальный район) в её границах под наименованием муниципальный район Ишимбайский район (баш. Ишембай районы муниципаль районы) в составе Республики Башкортостан Российской Федерации.
Административный центр — город Ишимбай.

## Физико-географическая характеристика
Район находится на правобережье среднего течения реки Белой. Площадь территории Ишимбайского района составляет 4002,59 км², площадь муниципального образования — 4106,06 км².
Граничит с Гафурийским, Белорецким, Бурзянским, Мелеузовским, Стерлитамакским районами, с городами Салаватом и Стерлитамаком.
Восточная часть территории района относится к западным передовым хребтам Башкирского (Южного) Урала с абсолютной высотой до 845 м, увлажненным климатом, покрытым широколиственными и березово-осиновыми лесами. Западная часть района находится на Прибельской увалисто-волнистой равнине с незначительно засушливым климатом и лесостепным ландшафтом. Почвы серые, тёмно-серые лесные и выщелоченные черноземы.

### Полезные ископаемые
Кладовые недр района традиционно представлены месторождениями нефти (промышленная разработка с 1930-х годов). Также найдены и разрабатываются каменная соль, известняк, гипс, песок, доломит, бутовый камень, песчано-гравийная смесь.

### Животный мир
В районе зафиксировано 60 видов млекопитающих и свыше 190 видов птиц, из которых 55 видов охотничьих. В лесах обитают лоси, волки, бурые медведи, рыси, кабаны, лисы, зайцы-беляки, белки, барсуки, куницы лесные, колонки, горностаи, выдра, бобр, норка американская, колонок, горностай и др. Водятся в лесах глухарь, тетерев, рябчик, серая куропатка, множество представителей водоплавающих. Сохранился и охраняется такой редкий вид, как чёрный аист, занесенный в Красную Книгу России.
Ихтиофауна района славится разнообразием. Для рыболовов возведены пруды с карпами, карасями и др. В реке Белой водятся щука, сом, бакля и др. В горных ручьях обитают ручьевая форель, хариус, таймень.

### Растительность
Хотя административный центр района находится в речной долине, большую часть территории занимает горная тайга. Лесом занято 252,6 тыс. га (63,1 % территории района). Преобладают береза, липа, дуб, осина.
Территория района богата дикорастущими лекарственными растениями, их насчитывается более 200 видов. Охраняются в ООПТ:

### Климат
Климат резко континентальный с холодной продолжительной зимой и жарким летом. Среднее количество осадков: 450—600 мм. Продолжительность безморозного периода — 110—120 дней. Высота снежного покрова в середине зимы достигает 20—30 см, а в конце — 30—40 см. Господствующее направление ветров: юго-западное.

### Гидрография
По району протекают более 40 рек. По западной окраине района протекает река Белая (с притоком Юргашкой), по восточной части — Зиган с притоками Сиказей и Ряузаком, Селеуком, Тайруком (с притоком Юшалой), Тор.
Лечебно-оздоровительные ресурс представлен источниками: Берхомут и Безымянный (д. Хажи), Блаженной Варвары Скворчихинской (д. Скворчиха), Живая вода (д. Арларово), Ресторан (д. Кулгунино), Селтерби-Урта-Таш (с. Макарово), Кайнаук (д. Саргаево), родник Аллагуат (с. Макарово).

### Особо охраняемые природные территории
В Ишимбайском районе расположен один заказник (площадь — 58 526 га) и 15 (в перспективе — 17) памятников природы (1706,5 га), занимающие в целом 59 268 га (в перспективе — 76 000 га), а также территория, планируемая для присоединения к заповеднику «Шульган-Таш» (площадь — 36 535 га). Суммарная площадь существующей сети ОПТ и проектируемых ООПТ 99 142,4 га. Спроектированные водоохранные зоны занимают 3216,4 га. Зеленые зоны занимают 5019 га. Запретные полосы лесов и особо защитные участки леса составляют 14 907 га. Общая площадь ценных природных территорий (перспективная зона проектирования) — 32 520 га. Общая площадь перспективной площади СОПТ (без вычета совмещенных площадей) — 131 662,4 га.
В Ишимбайском районе находятся туристические достопримечательности: Кук-Караук, пещера Зигановка, Салаватская пещера, скала Калим-ускан, шиханы Тратау, Шахтау, Куштау (перспективный ООПТ, входит в Макаровский лесхоз, Урнякское лесничество, кв. 1,2,6,10 (частично кв. 7, 11)).

### Горные вершины

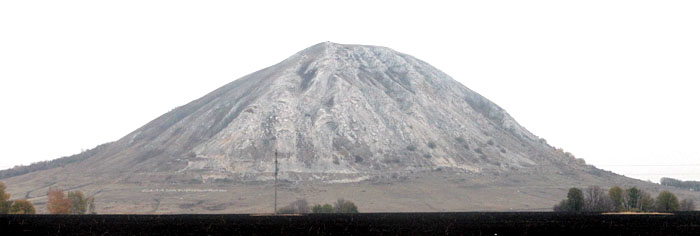
Шихан Тратау

Шиханы, особенно Торатау, — природный символ Ишимбайского района. Несмотря на то, что они известны как Стерлитамакские шиханы, трое из них находятся в Ишимбайском районе.
Высшая точка находится на хребте Алатау (845 м). Он находится в восточной части Ишимбайского района с характерным низкогорным рельефом с системой меридионально-вытянутых хребтов высотой 500—600 м.
Среди других гор: Урта-Таш и Акташ (Белый камень) (у села Макарова), Аркаултау, Бииктюбе, Ташлыгыртау, Бикмаш (проектируемый памятник природы), памятники природы Ала-тау (Алатау), Караул-тау, Карагас и др. Водораздельные леса хребтов Баштин, Биктарь, Большой Калу, Калу, Липовые горы, Улутау перспективны к созданию ООПТ.

### Пещеры
Район славится среди туристов пещерами различной категории сложности. Они входят в спелеологические районы: Зиганский, Ишоро-Нугушский, Симско-Бельский
Среди известных, часто посещаемых благодаря транспортной доступности, мест — село Макарово (Салаватская пещера, Девичья (Кызлартау), Кук-Караук, Кук-Караук-2), деревня Хажи (Хазиново) (Тирмян-Таш (Хазинская I и II), Отважных, Малютка, Олимпия). Также известны Ишеевская пещерная система, пещеры Таш-Ой, Ыласын.

## История
Уже много веков на землях современного Ишимбайского района живут юрматинцы. С вхождением башкир в состав Российского государства земли рода Юрматы вошли в состав Юрматынской волости Ногайской дороги.
В 1919 году территория современного района вошла в состав Юрматинского кантона Малой Башкирии. В 1922 году после образования Большой Башкирии — в состав Стерлитамакского кантона.
В 1923 году произошло укрупнение волостей на территории будущего района, появились 4 волости: Азнаевская, Буруновская, Петровская, и Макаровская.
В 1930 году прошла реформа кантонно-волостного деления. Был образован Петровский район, переименованный в Макаровский (20 августа 1930 г.).
3 февраля 1935 года вышло постановление Президиума Центрального Исполнительного Комитета Башкирской АССР о новой сети в составе районов Башкирской АССР. В Макаровском районе стало 22 сельсовета: Петровский (10 населенных пунктов), Бердышлинский (6), Ново-Георгиевский (9), Татьянинский (7), Скворчихинский (3), Зигановский (2), Васильевский, Ахмеровский (3), Ишеевский (4), Алатанинский (4), Янурусовский (2), Юлдашевский (5), Армет-Рахимовский (4), Арметовский(4), Макаровский (4), Кулгунинский (6), Кузяновский (6), Сайрановский (6), Иткуловский (5), Байгузинский (8), Селуковский (2), Кусяпкуловский (3).

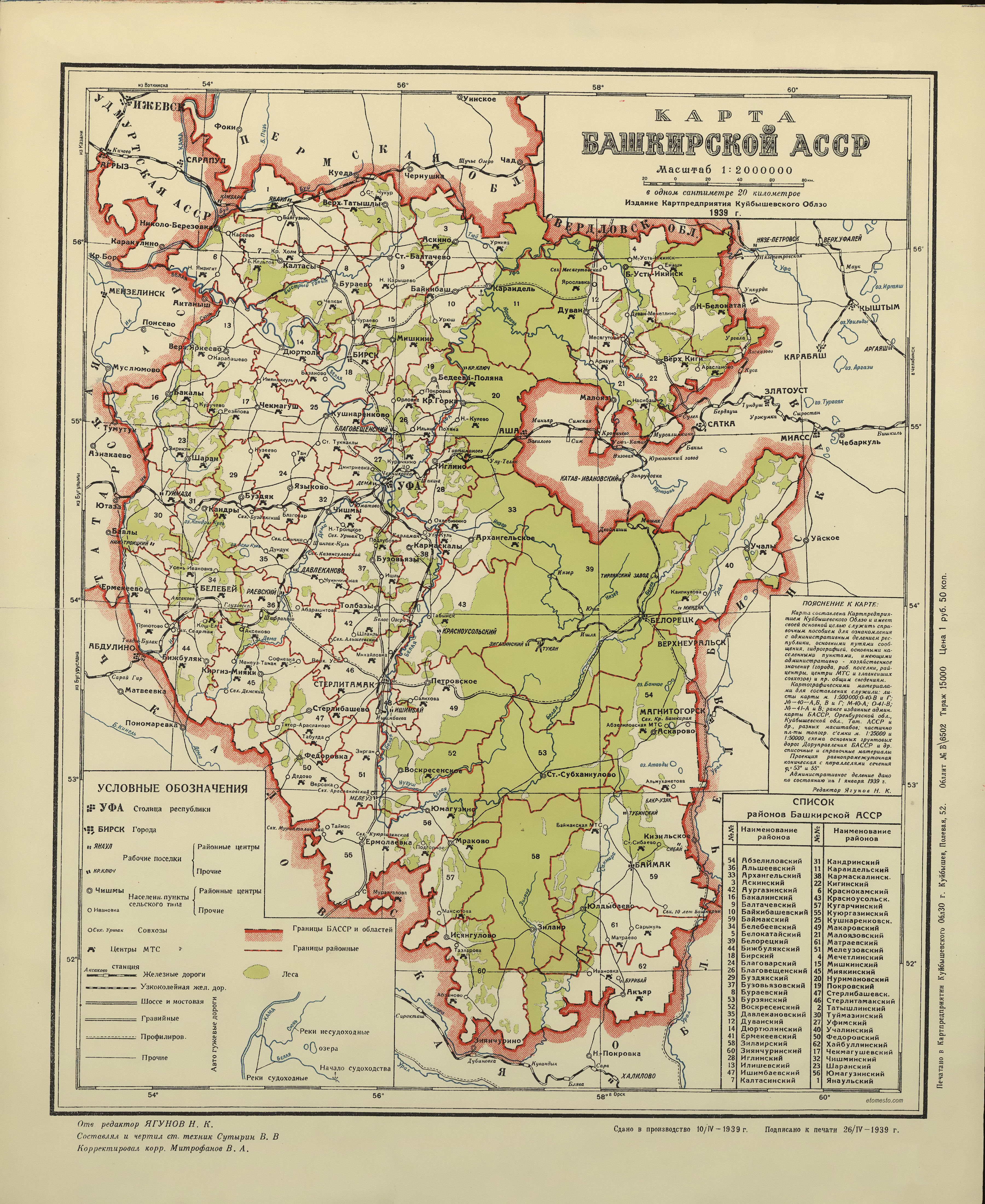
Ишимбайский район (1939).

Постановлением Всероссийского Центрального Исполнительного Комитета «Об образовании новых районов в Башкирской АССР» от 20 марта 1937 года в Башкирии были сформированы 6 новых районов: Байкибашевский, Воскресенский, Ишимбайский, Кандринский, Матраевский и Покровский. (См. Ишимбайский район (1937-1940))
В Ишимбайский район перешли земли Макаровского района (Кусяпкуловский сельсовет и Байгузинский сельсовет) и Наумовский сельсовет, выделенный из Стерлитамакского района. Центром нового района стал рабочий посёлок Ишимбай.
Указом Президиума Верховного Совета РСФСР «О преобразовании рабочего посёлка Ишимбай в город и ликвидации Ишимбайского района Башкирской АССР» от 10.02.1940 года район был упразднён, Ишимбай стал городом республиканского подчинения, а территория района перешла в прежнее административное управление, за исключением Кусяпкулова, ставшего частью нового города.
Вновь Ишимбайский район был образован 14 января 1965 года.
В 2000 году Указом Президента РБ образована единая администрация города Ишимбая и Ишимбайского района.
Законом Республики Башкортостан от 18 ноября 2008 года были упразднены
1. Ахмеровский сельсовет с административным центром в деревне Ахмерово — объединён с Ишеевским сельсоветом;
2. Васильевский сельсовет с административным центром в селе Васильевка — объединён с Петровским сельсоветом;
3. Новоаптиковский сельсовет с административным центром в деревне Новоаптиково объединён с Сайрановским сельсоветом;
4. Салиховский сельсовет с административным центром в деревне Салихово — объединён с Урман-Бишкадакским сельсоветом.

## Символика

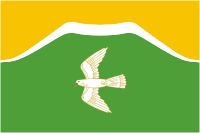
Флаг Ишимбайского района

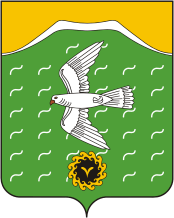
Герб Ишимбайского района. Зелёный цвет олицетворяет вечное обновление жизни, богатство и красоту родного края.

Флаг и герб Ишимбайского района (автор Рафаэль Кадыров) утверждены решением совета муниципального района Ишимбайский район от 14 июля 2006 года № 9/129 и 9/130, в Государственном регистре символики Республики Башкортостан имеют регистрационный номер 047.

### Описание
Вогнутая глава с белой полосой является символическим изображением горы Тратау. Светлый контур горы означает не только известняковую породу, из которой она состоит и в чём её уникальность, но и веру, чистоту помыслов, благородства народов, проживающих в мире и согласии. На фоне зелёного ковыльного поля парит желто-белый кречет (шонкар) — символ башкирского рода Юрматы. Птица — символ свободы, а её расправленные в свободном полете крылья говорят о процветании края, о том, что его народ трудолюбив и свободен.

## Население
| 1939    | 1959    | 1970    | 1979    | 1989    | 2000    | 2001    | 2002    | 2003    |
| ------- | ------- | ------- | ------- | ------- | ------- | ------- | ------- | ------- |
| 37 662  | ↗39 385 | ↗44 192 | ↘33 634 | ↘25 766 | ↘25 726 | ↗95 696 | ↗95 805 | ↘95 668 |
| 2004    | 2005    | 2006    | 2007    | 2008    | 2009    | 2010    | 2011    | 2012    |
| ↘95 650 | ↘95 311 | ↘95 064 | ↘94 579 | ↘94 351 | ↘94 333 | ↘91 301 | ↘91 164 | ↘90 840 |
| 2013    | 2014    | 2015    | 2016    | 2017    | 2018    | 2019    | 2021    |         |
| ↘90 686 | ↘90 184 | ↘89 673 | ↘88 968 | ↘88 092 | ↘87 282 | ↘86 245 | ↘85 483 |         |

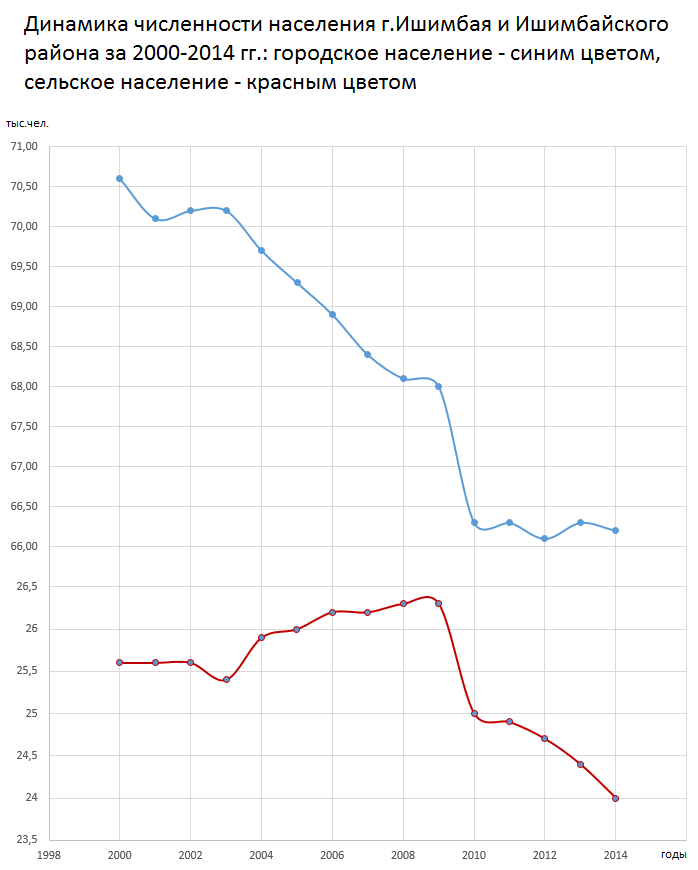
Динамика численности населения г. Ишимбая и Ишимбайского района

Согласно прогнозу Минэкономразвития России, численность населения будет составлять:
- 2024 — 85,5 тыс. чел.
- 2035 — 78,92 тыс. чел.

### Урбанизация
В городских условиях (город Ишимбай) проживают 72.5 % населения района.

### Национальный состав
Согласно Всероссийской переписи населения 2010 года: русские — 42,2 %, башкиры — 41,5 %, татары — 12,3 %, чуваши — 1,8 %, лица других национальностей — 2,2 %.
По итогам переписи населения 2020 года проживали следующие национальности (национальности менее 0,1 % и другое см. в сноске к строке «Другие»):
| Национальность | Численность, чел. | Доля     |
| -------------- | ----------------- | -------- |
| Башкиры        | 37 669            | 44,07 %  |
| Русские        | 34 313            | 40,14 %  |
| Татары         | 10 343            | 12,10 %  |
| Чуваши         | 1288              | 1,51 %   |
| Украинцы       | 197               | 0,23 %   |
| Узбеки         | 160               | 0,19 %   |
| Таджики        | 120               | 0,14 %   |
| Азербайджанцы  | 119               | 0,14 %   |
| Немцы          | 95                | 0,11 %   |
| Другие         | 1179              | 1,37 %   |
| Итого          | 85 483            | 100,00 % |

### Языковой состав
Согласно Всероссийской переписи населения 2010 года родными языками населения являлись: русский — 47,7 %, 
башкирский — 38,4 %, татарский — 9,6 %, чувашский — 1,4 %.
Согласно Всероссийской переписи населения 2020 года родными языками населения являлись:
башкирский — 42,8 %, русский — 42,7 %, татарский — 10,9 %, , чувашский — 1,3 %.

## Административное деление
В Ишимбайский район как административно-территориальную единицу республики входит 1 город районного значения и 13 сельсоветов.
В одноимённый муниципальный район в рамках местного самоуправления входит 14 муниципальных образований, в том числе 1 городское поселение и 13 сельских поселений.
| №        | Муниципальное образование    | Административный центр | Количество населённых пунктов | Население (чел.) | Площадь (км²) |
| -------- | ---------------------------- | ---------------------- | ----------------------------- | ---------------- | ------------- |
| 1e-06    | Городское поселение:         |                        |                               |                  |               |
| 1        | город Ишимбай                | город Ишимбай          | 1                             | ↘65 085          | 103,47        |
| 1.000002 | Сельское поселение           |                        |                               |                  |               |
| 2        | Арметовский сельсовет        | село Нижнеарметово     | 2                             | ↘764             | 67,02         |
| 3        | Байгузинский сельсовет       | село Кинзебулатово     | 7                             | ↘1790            | 140,52        |
| 4        | Верхоторский сельсовет       | село Верхотор          | 3                             | ↘945             | 262,84        |
| 5        | Иткуловский сельсовет        | село Верхнеиткулово    | 7                             | ↘1596            | 662,67        |
| 6        | Ишеевский сельсовет          | село Ишеево            | 8                             | ↘3234            | 201,46        |
| 7        | Кузяновский сельсовет        | село Кузяново          | 4                             | ↘778             | 387,80        |
| 8        | Кулгунинский сельсовет       | село Кулгунино         | 6                             | ↗1072            | 894,78        |
| 9        | Макаровский сельсовет        | село Макарово          | 6                             | ↘1388            | 565,02        |
| 10       | Петровский сельсовет         | село Петровское        | 11                            | ↘4288            | 204,73        |
| 11       | Сайрановский сельсовет       | село Новоаптиково      | 6                             | ↘2263            | 146,86        |
| 12       | Скворчихинский сельсовет     | село Скворчиха         | 11                            | ↘888             | 216,72        |
| 13       | Урман-Бишкадакский сельсовет | село Урман-Бишкадак    | 10                            | ↘2386            | 160,60        |
| 14       | Янурусовский сельсовет       | село Янурусово         | 5                             | ↘805             | 91,57         |

### Населённые пункты
| №  | Населённый пункт | Тип     | Население | Муниципальное образование    |
| -- | ---------------- | ------- | --------- | ---------------------------- |
| 1  | Авангард         | деревня | ↗7        | Иткуловский сельсовет        |
| 2  | Азнаево          | деревня | ↘278      | Иткуловский сельсовет        |
| 3  | Алакаево         | деревня | ↘119      | Скворчихинский сельсовет     |
| 4  | Алмалы           | деревня | ↘73       | Петровский сельсовет         |
| 5  | Аникеевский      | деревня | ↘12       | Байгузинский сельсовет       |
| 6  | Аптиково         | деревня | ↘243      | Урман-Бишкадакский сельсовет |
| 7  | Арларово         | деревня | ↘210      | Сайрановский сельсовет       |
| 8  | Арметрахимово    | деревня | ↘315      | Петровский сельсовет         |
| 9  | Асиялан          | деревня | ↘44       | Иткуловский сельсовет        |
| 10 | Ахмерово         | село    | ↘984      | Ишеевский сельсовет          |
| 11 | Байгузино        | деревня | ↘504      | Байгузинский сельсовет       |
| 12 | Бердышла         | деревня | ↘212      | Петровский сельсовет         |
| 13 | Биксяново        | деревня | ↘513      | Сайрановский сельсовет       |
| 14 | Богдановка       | деревня | ↗6        | Урман-Бишкадакский сельсовет |
| 15 | Большебаиково    | деревня | ↗52       | Байгузинский сельсовет       |
| 16 | Васильевка       | село    | ↘729      | Петровский сельсовет         |
| 17 | Верхнеарметово   | деревня | ↘382      | Арметовский сельсовет        |
| 18 | Верхнеиткулово   | село    | ↘888      | Иткуловский сельсовет        |
| 19 | Верхотор         | село    | ↘818      | Верхоторский сельсовет       |
| 20 | Восток           | деревня | ↗223      | Ишеевский сельсовет          |
| 21 | Гумерово         | деревня | ↘379      | Петровский сельсовет         |
| 22 | Екатериновка     | деревня | ↘21       | Янурусовский сельсовет       |
| 23 | Зигановка        | село    | ↗139      | Макаровский сельсовет        |
| 24 | Ибраево          | деревня | ↗134      | Макаровский сельсовет        |
| 25 | Искисяково       | деревня | ↘68       | Кузяновский сельсовет        |
| 26 | Исякаево         | деревня | ↘251      | Макаровский сельсовет        |
| 27 | Ишеево           | село    | ↘1000     | Ишеевский сельсовет          |
| 28 | Ишимбай          | город   | ↘61 978   | город Ишимбай                |
| 29 | Ишимово          | деревня | ↘89       | Петровский сельсовет         |
| 30 | Кабясово         | деревня | ↘38       | Кулгунинский сельсовет       |
| 31 | Калмаково        | деревня | ↘24       | Петровский сельсовет         |
| 32 | Калу-Айры        | деревня | ↘149      | Кулгунинский сельсовет       |
| 33 | Канакаево        | деревня | ↘776      | Ишеевский сельсовет          |
| 34 | Карайганово      | деревня | ↘277      | Урман-Бишкадакский сельсовет |
| 35 | Карасёвка        | деревня | ↘70       | Ишеевский сельсовет          |
| 36 | Кашалакбаш       | хутор   | ↗58       | Байгузинский сельсовет       |
| 37 | Кинзебулатово    | село    | ↘1058     | Байгузинский сельсовет       |
| 38 | Кинзекеево       | село    | ↘261      | Скворчихинский сельсовет     |
| 39 | Кияуково         | деревня | ↘146      | Янурусовский сельсовет       |
| 40 | Козловский       | деревня | ↘4        | Урман-Бишкадакский сельсовет |
| 41 | Кузнецовский     | хутор   | →98       | Верхоторский сельсовет       |
| 42 | Кузяново         | село    | ↘847      | Кузяновский сельсовет        |
| 43 | Кулгунино        | село    | ↘774      | Кулгунинский сельсовет       |
| 44 | Кызыл Октябрь    | деревня | ↗40       | Кузяновский сельсовет        |
| 45 | Кызыл-Юлдуз      | деревня | ↗22       | Байгузинский сельсовет       |
| 46 | Лесное           | деревня | ↗11       | Скворчихинский сельсовет     |
| 47 | Макарово         | село    | ↗1019     | Макаровский сельсовет        |
| 48 | Малобаиково      | деревня | ↗148      | Байгузинский сельсовет       |
| 49 | Маломаксютово    | деревня | ↘179      | Сайрановский сельсовет       |
| 50 | Михайловка       | деревня | ↘3        | Скворчихинский сельсовет     |
| 51 | Михайловка       | деревня | ↘26       | Янурусовский сельсовет       |
| 52 | Нижнеарметово    | село    | ↘590      | Арметовский сельсовет        |
| 53 | Новоаптиково     | село    | ↘1421     | Сайрановский сельсовет       |
| 54 | Новогеоргиевка   | деревня | ↗116      | Урман-Бишкадакский сельсовет |
| 55 | Новоивановка     | деревня | ↘51       | Урман-Бишкадакский сельсовет |
| 56 | Новониколаевка   | деревня | ↗67       | Скворчихинский сельсовет     |
| 57 | Новосаитово      | деревня | ↘111      | Кулгунинский сельсовет       |
| 58 | Октябрь          | деревня | ↘91       | Ишеевский сельсовет          |
| 59 | Осиповка         | деревня | ↘21       | Скворчихинский сельсовет     |
| 60 | Павловка         | деревня | ↘40       | Петровский сельсовет         |
| 61 | Петровское       | село    | ↘2580     | Петровский сельсовет         |
| 62 | Подгорный        | деревня | ↘26       | Макаровский сельсовет        |
| 63 | Подлесный        | хутор   | ↗10       | Иткуловский сельсовет        |
| 64 | Ромадановка      | село    | ↗176      | Верхоторский сельсовет       |
| 65 | Рославка         | деревня | →0        | Кузяновский сельсовет        |
| 66 | Сайраново        | село    | ↘339      | Сайрановский сельсовет       |
| 67 | Салихово         | село    | ↘584      | Урман-Бишкадакский сельсовет |
| 68 | Саргаево         | деревня | ↘64       | Макаровский сельсовет        |
| 69 | Скворчиха        | село    | ↘459      | Скворчихинский сельсовет     |
| 70 | Слободка         | хутор   | →12       | Скворчихинский сельсовет     |
| 71 | Солёный          | хутор   | 1         | Петровский сельсовет         |
| 72 | Старосаитово     | деревня | ↘177      | Кулгунинский сельсовет       |
| 73 | Татьяновка       | село    | ↗15       | Иткуловский сельсовет        |
| 74 | Тимашевка        | деревня | ↘385      | Петровский сельсовет         |
| 75 | Торгаска         | хутор   | ↗8        | Скворчихинский сельсовет     |
| 76 | Уразбаево        | деревня | ↘638      | Иткуловский сельсовет        |
| 77 | Урман-Бишкадак   | село    | ↘613      | Урман-Бишкадакский сельсовет |
| 78 | Урняк            | деревня | ↘119      | Ишеевский сельсовет          |
| 79 | Хазиново         | деревня | ↘62       | Сайрановский сельсовет       |
| 80 | Шихан            | деревня | ↘11       | Урман-Бишкадакский сельсовет |
| 81 | Юлдашево         | деревня | ↘16       | Скворчихинский сельсовет     |
| 82 | Ялтаран          | деревня | ↘23       | Кулгунинский сельсовет       |
| 83 | Янги-Аул         | деревня | ↘116      | Ишеевский сельсовет          |
| 84 | Янги-Юрт         | хутор   | ↘55       | Янурусовский сельсовет       |
| 85 | Янурусово        | село    | ↘748      | Янурусовский сельсовет       |
| 86 | Яр-Бишкадак      | деревня | ↘539      | Урман-Бишкадакский сельсовет |
| 87 | Яшельтау         | деревня | 9         | Скворчихинский сельсовет     |

### Упразднённые населённые пункты
В 1979 году из состава Петровского сельсовета был исключён выселенный посёлок Алексеевский.

## Экономика
Район промышленно-сельскохозяйственный. Под сельскохозяйственными землями занято 107,5 тыс. га (26,8 % территории района), из них пашни — 62,8 тыс. га, сенокосы — 13,7 тыс. га, пастбища — 31,6 тыс. га. Восточная часть района входит в горно-лесную мясо-молочную зону, западная — в зерново-скотоводческую со значительной ролью возделывания сахарной свеклы и овощей, разведения свиней и пчел.

### Туризм

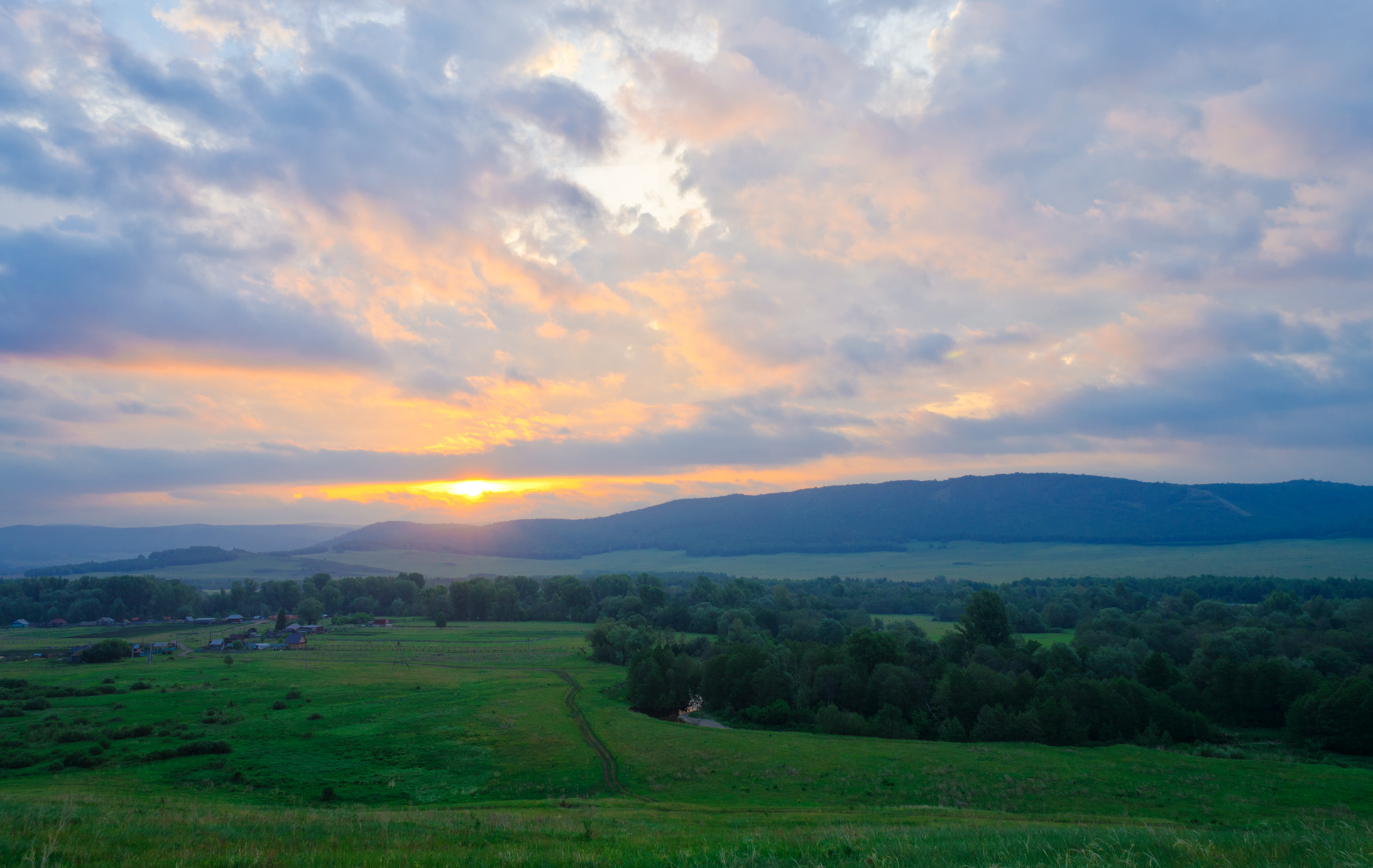
Рассвет над рекой Зиган
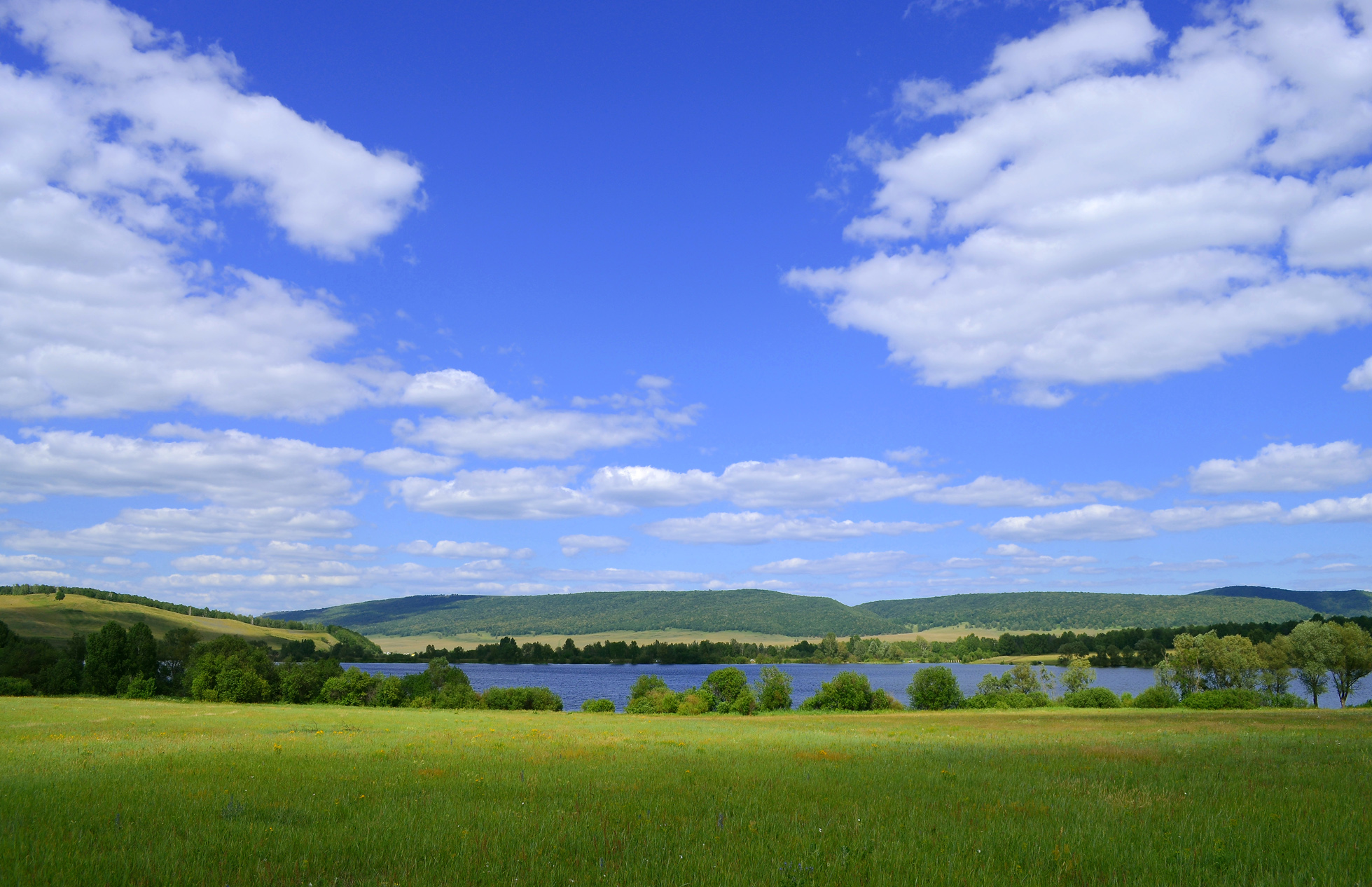
Пруд рядом с деревней Уразбаево
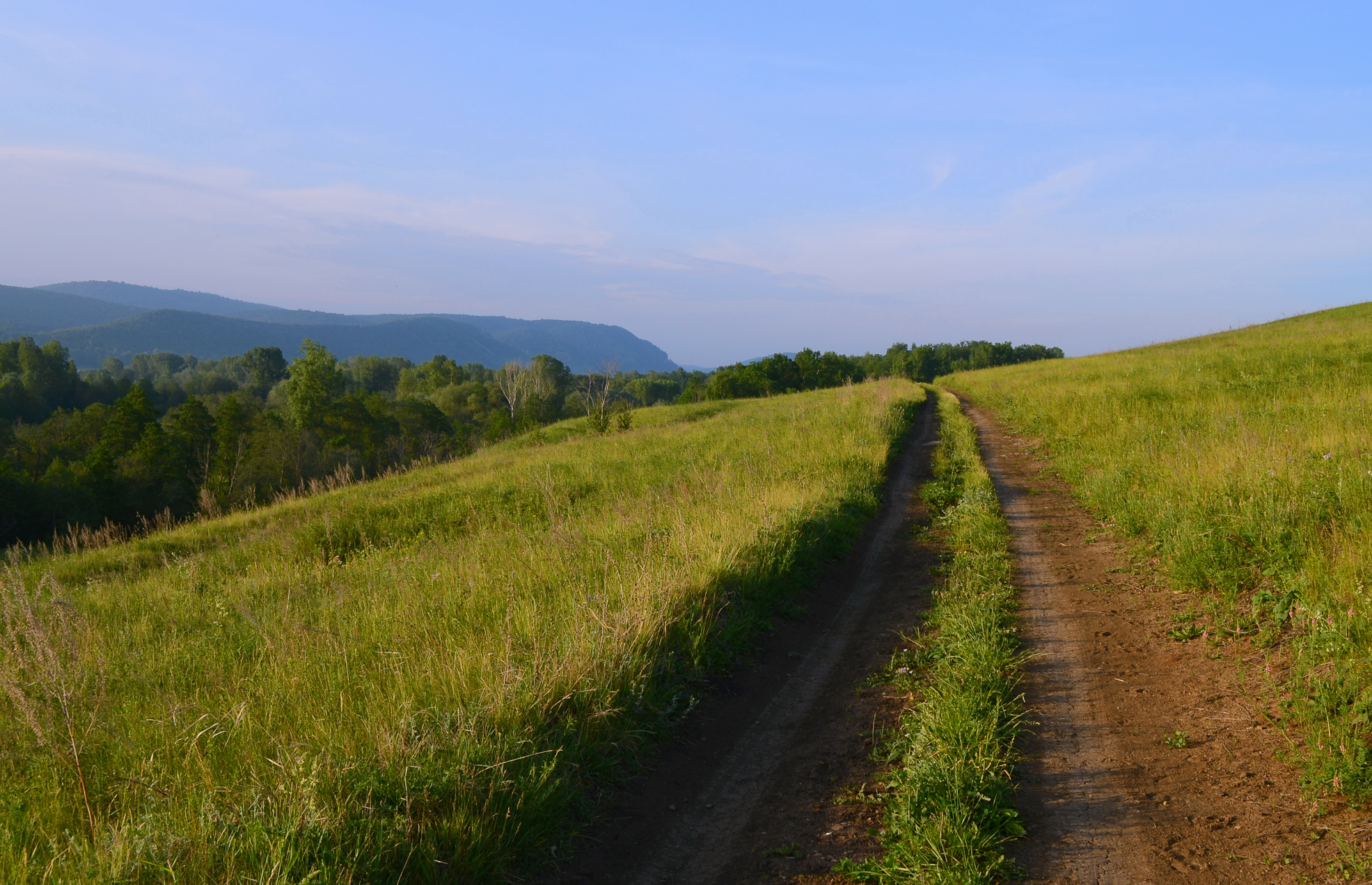
Дорога по склону горы Ияртау
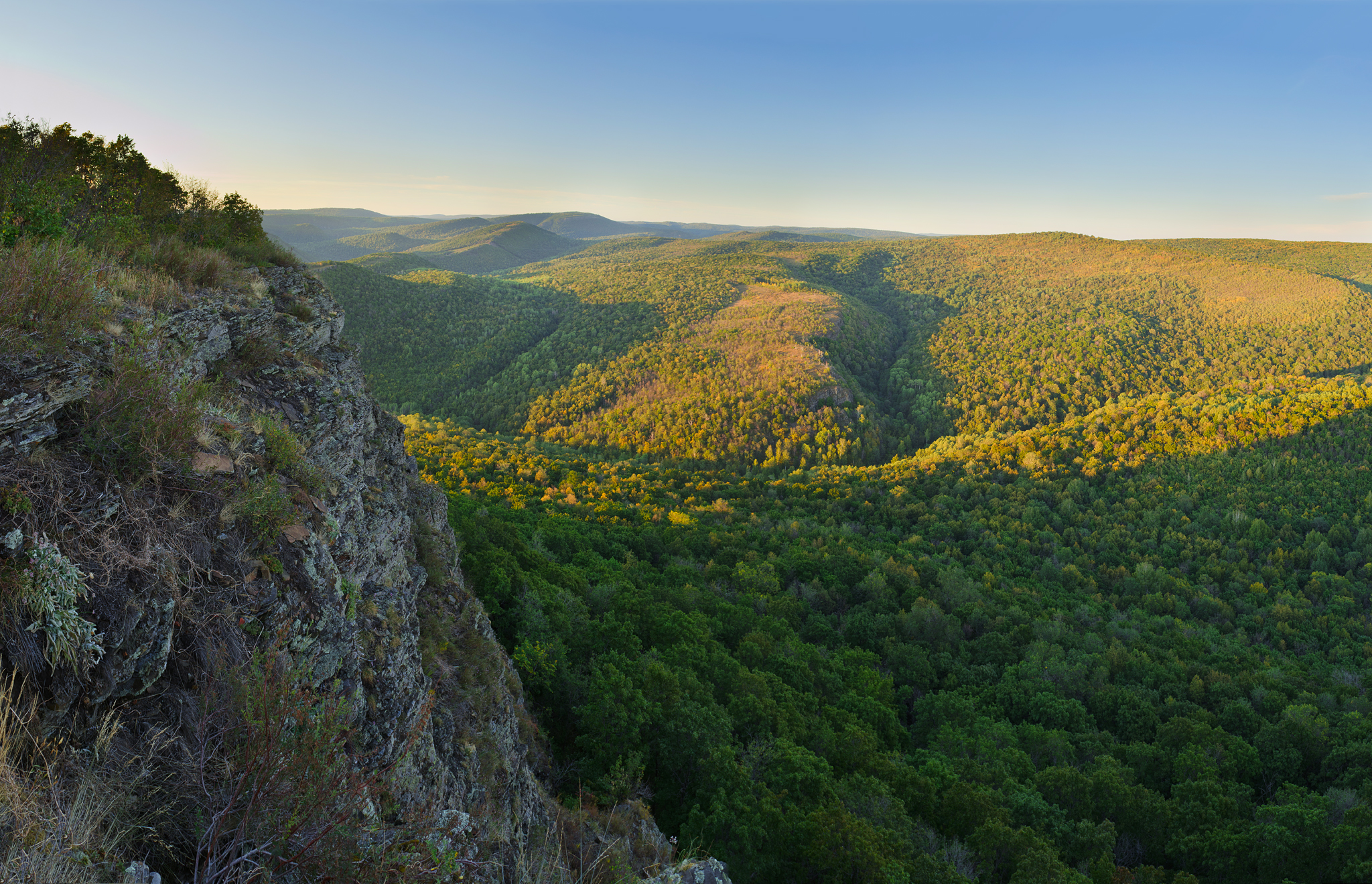
Скалы Хауазе

Администрация муниципального района для включения в проект республиканской целевой программы «Развитие туризма в Республике Башкортостан на 2011—2016 годы» предложила инвестиционные проекты о создании мемориального комплекса «Ырыузар ташы», исторического музея на базе сохранившихся тюрем, палаточного городка возле оз. Тугар-Салган. Также проектируется развитие различных видов конного спорта (конкур, верховая прогулка), строительство возле хутора Шихан базы отдыха в коттеджном исполнении, развитие дельтапланеризма, строительство детских развлекательных аттракционов.
На территории района действуют несколько туристических баз: «Ковчег» (на 40 чел., 5 км на юго-восток от Ишимбая, в лиственном лесу на берегу собственного пруда), дом отдыха «Семья» (на 16 чел., с. Бердышла), «Кук-Караук» (30 мест, 2 км от села Макарова, рядом с пещерой Салавата Юлаева и водопадом Кук-Караук).

## Транспорт
Водные артерии района: Белая (до обмеления было развито пароходство), Селеук.
Плотность автодорог: 51 км / тыс. кв. км
Железная и автомобильная дороги Ишимбай — Аллагуват связывают район с транспортными магистралями Уфа — Оренбург. На севере района проходит автомобильная дорога Стерлитамак — Магнитогорск, по юго-западной окраине — Ишимбай — Мелеуз.

## Образование
Первые школы на территории будущего района появились в XIX веке.
Известно, что в 1931-м году их было около 60. В 1934-м уже 81. В них преподавали 203 учителя, двое с высшим образованием, 26 — со средним, 105 — с семилетним и 12 — с начальным.
Сейчас в Ишимбайском районе имеются 46 общеобразовательных школ, в том числе 20 средних, филиал УГАТУ, нефтяной колледж, 3 профессиональных училища.

## Здравоохранение
В районе есть центральная и 4 участковые больницы.

## Культура
30 массовых библиотек, 44 клубных учреждения. 20 объектов культурного наследия, в том числе один — федерального уровня.

## Средства массовой информации
Сейчас издаются газеты на русском и башкирском языках «Восход» и «Торатау».

## Выдающиеся и известные жители
Герои Советского Союза (память о них увековечена в мемориальном комплексе «Аллея героев» на площади им. В. И. Ленина) города Ишимбая:
- Бердин, Галей Иркабаевич (1907—1973) — Герой Советского Союза (1944), гв. капитан, участник Великой Отечественной войны 1941—1945 гг., уроженец деревни Байгузино;
- Нагуманов, Дайлягай Сыраевич (1922—1944) — Герой Советского Союза (1945 г., посмертно), танкист, старший лейтенант, участник Великой Отечественной войны 1941—1945 гг., уроженец села Нижнеарметово;
- Халиков, Тимербулат Галяутдинович (1917—1958) — Герой Советского Союза (1944), гвардии старший сержант, командир пулемётного расчёта 60-го гвардейского кавалерийского полка 112-й Башкирской кавалерийской дивизии, уроженец деревни Кинзебулатово;
- Черных, Николай Андреевич (1924 - 1982) — Полный кавалер ордена Славы, пулемётчик 198-го гвардейского стрелкового полка (68-я гвардейская стрелковая дивизия, 40-я армия, Воронежский фронт);
- Маннанов, Шакир Фатихович (1917—1973) — Полный кавалер ордена Славы, командир расчёта 76-миллиметровой пушки 1030-го стрелкового полка 260-й стрелковой дивизии;
- Бегулов, Миннигул Султанович (1928—1973) — Герой Социалистического Труда (1958 г.), каменщик строительного управления № 2 треста «Башнефтезаводстрой» (с 1847 г.), уроженец деревни Канакаево;
- Имангулов, Динислам Исламович (1924 – 2014.) — Герой Социалистического Труда, слесарь контрольно-измерительных приборов и автоматики Открытого акционерного общество «Сода», уроженец села Ахмерово (?);
- Хамидуллин, Аксан Абдурахманович (1928—2000) — Герой Социалистического Труда (1985), бурильщик, мастер нефтегазодобывающего управления «Ишимбайнефть» объединения «Башнефть» (1952—1987), уроженец деревни Смакаево;
- Живов, Павел Евгеньевич (15.03.1918—9.10.2001) — Герой Социалистического Труда (1966 г.), животновод, заведующий молочно-товарной фермы колхоза им. В. И. Ленина (1967—1978 гг.), участник Великой Отечественной войны, депутат Верховного Совета БАССР 7-го созыва, Башҡорт АССР-ының 7-се саҡырылыш Юғары Советы депутаты, уроженец деревни Бердышла;

### Исторические личности
- Азнай-бий (XVI в.) — предводитель рода Азнай племени Юрматы, один из инициаторов вхождения юрматынцев в состав русского государства, староста;
- Илсектимер-бий (XVI в.) — предводитель рода Илсектимер племени Юрматы, один из инициаторов вхождения юрматынцев в состав русского государства;
- Карасакал, Султан-Гирей, Миндигул Юлаев ((?—1749) — один из предводителей башкирских восстаний 1735—1740 гг., в 1740 году был провозглашен ханом;
- Кармыш-бий, Кармыш баба (XVI в.) — предводитель рода Кармыш племени Юрматы, один из инициаторов вхождения юрматынцев в состав русского государства;
- Нурушев, Кильмяк (XVIII в.) — (башк. Килмәк Нурышев), 2-я пол. XVII в. — сер. XVIII в.) — башкирский феодал Юрматынской волости Ногайской дороги, участник башкирского восстания 1704—1711 гг., активный участник и один из предводителей Башкирского восстания 1735—1740 годов, известен у народа как Кильмяк-батыр и абыз-учитель, проживал в Юрматынской волости Ногайской дороги;
- Ишимбай Акбердин (1771—1831) — сотник Юрматынской волости Ногайской дороги, основатель деревни Ишимбай (сейчас — микрорайон г. Ишимбая);
- Валидов, Ахмет-Заки (Ахметзаки Валиди Тоган) (1890—1970) — политический деятель, востоковед-тюрколог, основатель автономного Башкортостана, доктор философии, профессор, уроженец деревни Кузян;
- Мухаметкулов, Аксан Баймурзич (1895—1937) — государственный деятель, председатель Совета Народных Комиссаров БАССР (1925—1930 гг.), уроженец села Макар;
- Сагадиев, Хидият Сибагатович (1887—1937) — государственный деятель, участник башкирского национального движения (1917 г.), военный комиссар Башкирской отдельной стрелковой бригады (1920 г.), Народный комиссар просвещения Башкирской АССР (1920—1922), член Башкирского Главсуда (1923—1930), уроженец села Тирмень-Елга.

### Известные писатели, поэты, государственные и общественные деятели
- Якуб Кулмый (1918—1994) — поэт-песенник, заслуженный работник культуры БАССР (1979), заслуженный деятель искусств (1988), редактор Госкомитеты БАССР по телевидению и радиовещанию, уроженец деревни Канакай;
- Мусин, Нугуман Сулейманович (1931 - 2021) — советский башкирский писатель и поэт, Народный писатель Башкортостана (2001 год), заслуженный работник культуры БАССР (1981), удостоен Республиканской премии имени Салавата Юлаева (1991), Кавалер ордена Салавата Юлаева, уроженец д. Кулгуна;
- Имангулов, Сулпан Гуссамович (1932—2001) — башкирский журналист, поэт-юморист, сатирик, очеркист-исследователь, лауреат республиканской премии имени Шагита Худайбердина (1996), премии им. Булата Рафикова (2001, посмертно), член Союза писателей СССР, БАССР (с 1980 года), заслуженный работник культуры Республики Башкортостан, уроженец д. Урман-Бишкадак;
- Сайрани, Гариф (1791—1856 гг.) — религиозный деятель, последователь суфизма, автор научный трудов по философии Востока на арабском языке, уроженец дер. Сайран;
- Арсланов, Гадий Мухамадиевич (1925—1998) — участник Великой Отечественной войны, кавалер ордена Отечественной войны 2-й степени (1985), член Союза журналистов СССР (1957), лауреат премии Союза журналистов СССР (1975), заслуженный работник культуры РСФСР (1979), БАССР (1975), редактор газеты «Стерлитамакский рабочий» (1966—1991), уроженец д. Верхнеиткул;
- Гиззатуллин Ибрагим Газизуллович (1918—1992) — писатель-«башкирский Корчагин», заслуженный работник культуры БАССР (1988), уроженец д. Нижнеармет;
- Кутушев, Рамазан Нургалиевич (1924 - 2020) — журналист, заслуженный работник культуры БАССР (1982 г.), кандидат философских наук, преподаватель УГАТУ (1964—1994);
- Ишимбаева Хажар Сагитовна (1908—1991) — кавалер ордена Трудового Красного Знамени (1933 г.), участник I Всесоюзного съезда колхозников, депутат Кировского райсовета г. Уфы I созыва (1936 г.), депутат Уфимского городского Совета II созыва (1939 г.);
- Тимербулатов, Виль Мамилович (1952 г.р.) — хирург, профессор, доктор медицинских наук (1989), член-корреспондент РАМН, академик Академии наук Башкортостана, академик Петровской академии наук (1995), Президент ассоциации хирургов Республики Башкортостан, заслуженный врач РФ (2005)[1], заслуженный врач РБ (1990), заслуженный деятель науки РФ (1998)[2], депутат Государственного Собрания РБ (3 и 4 созывов), ректор Башкирского Государственного медицинского института (1994—2011);
- Тоган Исенбике (1940 г.р.) — историк, доктор философии (1973), профессор, преподаватель Ближневостокского технического университета в Анкаре(1978—2007);
- Тоган Субидай (1943 г.р.) — экономист, доктор философии (1972), профессор, директор центра международной экономики и управления в Турции (с 1997 г.);
- Юлмухаметов, Ринад Салаватович (1957 г.р.) — советский и российский математик, доктор физико-математических наук (1987), профессор (1993), член-корреспондент АН Республики Башкортостан (1992), заместитель директора (1988—1993) Института математики УНЦ РАН, преподаватель БГУ.
- Хабиров, Радий Фаритович (1964 г.р.) — российский государственный деятель, руководитель администрации Президента Республики Башкортостан (2003—2008), Глава Красногорска (2017—2018), глава Башкортостана с октября 2018 г.
- Амиров, Родион Русланович (2001-2023) - российский хоккеист, нападающий. (2019-2022) игрок «Салавата Юлаева». В 2020 году был выбран в 1-м раунде драфта клубом «Торонто Мэйпл Лифс»